# Fernando Rojas Wolff
Fernando Rojas Wolff (Santiago, 17 de febrero de 1924-Santiago, 18 de septiembre de 1957) fue un abogado y político chileno, regidor y alcalde de la comuna de La Cisterna y posteriormente diputado hasta su repentina muerte.

## Primeros años
Nació en Santiago de Chile el 17 de febrero de 1924, siendo sus padres Armando Rojas Zúñiga y Edelmira Wolff Weidele. Estuvo casado con Liliana Páez Mardones, matrimonio del cual nacen 2 hijas.
Estudió en el Instituto Nacional José Miguel Carrera y posteriormente ingresó a la Facultad de Derecho de la Universidad de Chile. También se desempeñó como comerciante y fue miembro del Club de Leones de La Cisterna.

## Carrera política
Militó en el Partido Liberal, y fue elegido regidor de la Municipalidad de La Cisterna por primera vez en las elecciones del 2 de abril de 1950 —ocasión en la que obtuvo la primera mayoría comunal—, siendo reelegido en 1953 y 1956, y también se desempeñó como alcalde entre 1956 y 1957, año en que renunció para postular al cargo de diputado. Como alcalde de La Cisterna, fue uno de los impulsores de crear una Conferencia de Municipalidades.
Fue elegido diputado por la 7ª Agrupación Departamental de Santiago, Tercer Distrito, en las elecciones parlamentarias de marzo de 1957, razón por la cual se realizó una elección complementaria en La Cisterna para escoger a su sucesor en el concejo municipal; en los comicios realizados el 21 de julio el liberal Ángel Burgueño fue elegido regidor, superando a Sergio Urzúa Arístegui (Falange Nacional), Carlos de la Cerda (Partido Agrario Laborista) y Luis Arcos (Frente de Acción Popular).
Durante su breve estadía en la Cámara de Diputados alcanzó a integrar la comisión de Gobierno Interior, y también formó parte del grupo de parlamentarios que realizaron gestiones para que Jorge Alessandri se presentara como candidato presidencial en la elección de 1958.
Falleció en su residencia en La Cisterna el 18 de septiembre de 1957, producto de un paro cardiaco; su cuerpo fue velado en la Municipalidad de la cual fue alcalde y al día siguiente se realizó una misa en la Parroquia Don Bosco y fue sepultado en el Cementerio General de Santiago. Fue reemplazado por Enrique Edwards Orrego, quien triunfó en la elección complementaria realizada el 23 de marzo de 1958, y se incorporó a la Cámara de Diputados el 25 de abril del mismo año.